# Tagalog (Ethnie)
Tagalog, deutsch veraltet Tagalen, ist eine philippinische Volksgruppe auf Luzon. 18 % der Bewohner der Philippinen sind Tagalog. Ihre Sprache ist das gleichnamige Tagalog. Das davon abgeleitete Filipino ist neben Englisch die Amtssprache der Philippinen.

## Herkunft
Die Vorfahren der Tagalog kamen vermutlich 2000 v. Chr. von China oder Nordvietnam auf die Insel. Die Tagalen sind Nachkommen malaiischer Einwanderer und bewohnen Mittel-Luzon, Mindoro, Marinduque und in geringer Anzahl die übrigen Inseln der Philippinen. Sie haben die vorgefundene Mischbevölkerung aus Negritos und früher eingewanderten Malaien in das Landesinnere der Inseln verdrängt, sind teilweise auch in ihnen aufgegangen.

## Religion
Heute sind 80 % der Tagalog katholisch, eine Folge der spanischen Kolonisation (1565–1898). Im 12. Jahrhundert kam von Malaysia aus der Hinduismus auf die Insel. Ungeklärt ist, ob die Tagalog den Hinduismus, der zu diesem Zeitpunkt den malaiischen Archipel beherrschte, auch annahmen. Wörter aus dem Indischen (Sanskrit) und Malaiischen und die Schrift Baybayin, die indonesische Vorbilder (Kawi-Skript) hat, lassen darauf schließen. Der Buddhismus kam schon im 9. Jahrhundert von China her auf die Insel, blieb aber eine Religion der eingewanderten Chinesen. 
Der Islam kam durch malaiische und arabische Händler im 15. Jahrhundert nach Luzon. Einige muslimische Dörfer entstanden, darunter Maynilad, das spätere Manila (tagalog: Maynila), die heutige Hauptstadt der Philippinen.

## Vorkoloniale Gesellschaftsstruktur
Mitglieder der vorkolonialen feudalen Tagalog-Gesellschaft auf der Insel Luzon waren die aristokratischen Maginoo; diese stellten die oberste Klasse im Gesellschaftsgefüge dar. Aus ihrer Klasse rekrutierten sich die politischen Führer der Datus, Rajas und die Lakans. Der nächste Stand waren die Timawa und ihnen folgte die Kriegerklasse der Maharlika. Die unterste Gesellschaftsklasse stellten die Alipin dar; diese Klasse unterteilte sich nochmals in zwei Stände. 
Als die Spanier 1570 die Bucht von Manila erreichten, trafen sie dort auf den Banaw Lakan Dula in Tondo, dem Zentrum des Luzon-Reiches, den Raja (Ladyang) Matanda (Raja Matanda von Sapa) und Raja Suleyman III. im heutigen Manila.